# Zulu (Schauspieler)
Zulu (bürgerlicher Name: Gilbert Lani Kauhi, auch: Gilbert Francis Lani Damian Kauhi, Künstlername: Zulu, später auch: Zoulou; * 17. Oktober 1937 in Honolulu, Oʻahu; † 3. Mai 2004 in Hilo, Hawaii) war ein US-amerikanischer Schauspieler.

## Leben
Zulu wuchs auf dem sogenannten Big Island, der größten Insel der Hawaii-Inselkette auf. Eigentlich hieß er Gilbert Francis Lani Damian Kauhi, aber schon während seiner Schulzeit gaben ihm seine Klassenkameraden den Spitznamen Zulu. Diesen Spitznamen behielt er sein Leben lang und verwendete ihn auch als Künstlernamen. Später schrieb er ihn auch Zoulou.
Zulu war ein beliebter Waikīkī Beachboy. Als solcher wurde er 1968 für die Rolle des Kriminalbeamten Kono Kalakaua in der Fernsehserie Hawaii Fünf-Null ausgewählt. Zusammen mit Kam Fong Chun, der die Rolle des Chin Ho Kelly spielte, repräsentierten diese beiden Schauspieler das Bemühen von Leonard Freeman und Jack Lord, die ethnische Vielfalt Hawaiis widerzuspiegeln und Einwohner Hawaiis als Schauspieler einzubeziehen.
Zulu spielte von 1968 bis 1972 die Rolle des Kono Kalakaua in 95 Episoden der Staffeln 1 bis 4 der Serie. Dann führten Auseinandersetzungen mit dem Star der Serie Jack Lord und den Machern der Serie zu seiner Kündigung.
Zulu trat als Komiker und Sänger mit einem eigenen Programm in verschiedenen Nachtclubs auf. 1971 verpflichtete er sich dem C'est Si Bon Showroom des Pagoda Hotels und Restaurants. Zulu war Headliner bei Duke Kahanamoku's im International Market Place, eine Art Flohmarkt in Waikiki. Ab 1972 trat er in verschiedenen Inselhotels und bei Wohltätigkeitsveranstaltungen auf und versuchte sich als Autoverkäufer. Außerdem spielte er in einigen anderen Filmen mit.
Zulus Gesundheitszustand war nicht gut. Er erlitt mehrere Herzinfarkte und Schlaganfälle und litt an Diabetes. Trotzdem trat er bei den Hawaii-Five-O-Festivals in Hawaii auf und übernahm auch die Rolle des Kono Kalakaua im 1997 gedrehten Fernsehfilm Hawaii Five-O.
Zulu starb an medizinischen Komplikationen in Zusammenhang mit seiner Diabetes und Nierenproblemen. Entsprechend seinem Wunsch wurde er eingeäschert und seine Asche wurde bei Waikiki ins Meer gestreut.

## Verkehrsunfall
Zulu war 1986 in einen Verkehrsunfall mit Todesfolge verwickelt. Er fuhr mit dem Auto von hinten auf den Fahrradfahrer Ronny Lee Fennell auf. Fennell, ein Kona-Triathlet, trainierte für den Ironman-Triathlon. Zulu wurde wegen fahrlässiger Tötung zu einer Strafe von 500 $ und einem Jahr Bewährung verurteilt.

## Schwierigkeiten mit Jack Lord
Jack Lord und Leonard Freeman bestanden darauf, möglichst viele Einheimische als Schauspieler in die Fernsehserie einzubeziehen, auch wenn sie keine schauspielerische Ausbildung hatten. Lord übernahm es, diesen Einheimischen schauspielerische Fähigkeiten beizubringen und sie für ihre jeweilige Rolle zu trainieren. Dabei stellte er hohe Anforderungen, was bei seinen Schauspielkollegen nicht grade auf Begeisterung stieß. Während die anderen sich zurückhielten, sprach Zulu seinen Unmut bei mehreren Gelegenheiten laut aus. Dies und verschiedene andere emotionale Ausbrüche und Missverständnisse führte schließlich nach der 4. Staffel zu Zulus Entlassung.

“My friends think I'm a trained-animal act. Yes, boss; no, boss.

 Well, some day this animal will be laughing all the way to the bank.”

„Meine Freunde denken, ich trete als ein dressierter Pudel auf. Jawoll Chef; nein, Chef.

Na ja, eines Tages wird dieser Pudel lachen, und wer zuletzt lacht, lacht am besten.“

## Filmografie
- 1963: Rampage
- 1968: Sailed to Tahiti with an All Girl Crew
- 1968–1972: Hawaii Fünf-Null (Hawaii Five-O, in den ersten vier Staffeln in 95 Episoden, als Kono Kalakaua)
- 1972–1973: The Brian Keith Show (drei Episoden, als Chief Hanamakii / Zulu)
- 1977: Code Name: Diamond Head
- 1979: The Paradise Connection
- 1981: Drei Engel für Charlie (Charlie’s Angels)
- 1982: Magnum (Magnum, p.i.)[2]